# R-7 (família de coets)
Els R-7 conformen una família de coets fabricats pels russos durant dècades i que els van portar a ser els primers a arribar a l'espai i a posar un astronauta en òrbita. A partir del primer míssil balístic intercontinental o MBI el soviètic R-7 s'ha desenvolupat una família de coets llançadors espacials de gran èxit. Des del 15 de maig 1957 (la primera tirada) fins a l'any 2000 s'han llançat 1628, amb una taxa d'èxit superior al 97%. La creu Korolev és un efecte visual observat en les columnes de fum dels coets de la sèrie R-7 durant la separació de l'etapa central dels quatre coets exteriors de combustible líquid. Quan els coets cauen a causa de les forces aerodinàmiques simètriques que actuen sobre ells formen una creu darrere dels coets. L'efecte és el nom de Serguei Koroliov, qui va dissenyar el R-7. Quan es llança el coet amb cel clar, l'efecte es pot veure des de terra del lloc de llançament.

## Família de coets basats en el R-7

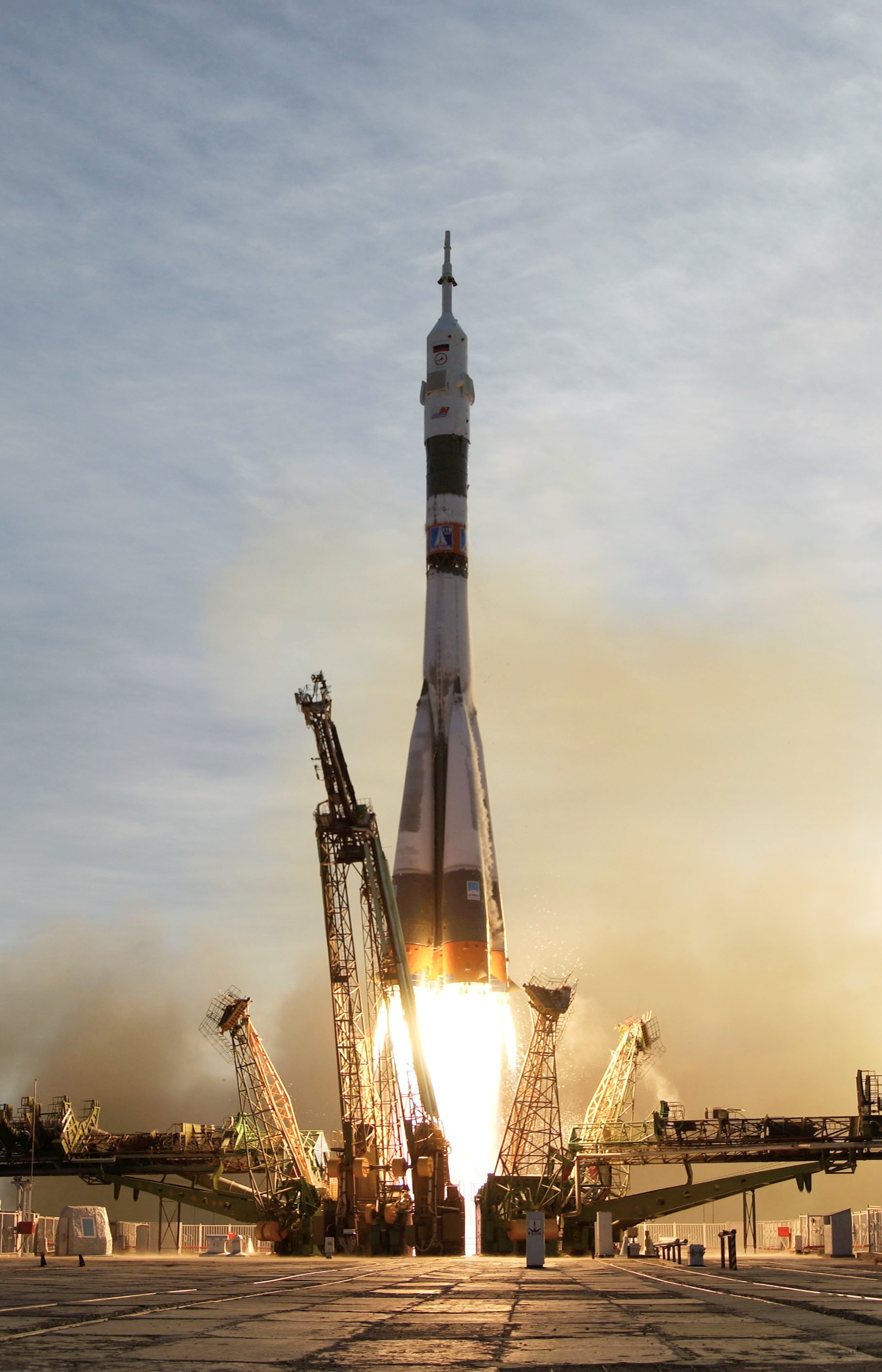
Llançament de coet Soiuz-FG.

### ICBM
| Vehicle llançador | Codi | Etapes | Alçada (m) | Diàmetre base (m) | Pes (t) |
| ----------------- | ---- | ------ | ---------- | ----------------- | ------- |
| R-7 Semyorka      | 8K71 | 2      | 34         | 10,3              | 280     |
| R-7A Semyorka     | 8K74 | 2      | 31         | 10,3              | 280     |

### Vehicles de llançament
| Vehicle llançador      | Codi     | Etapes | Alçada (m) | Diàmetre base (m) | Pes (t) |
| ---------------------- | -------- | ------ | ---------- | ----------------- | ------- |
| Spútnik                | 8К71PS   | 2      | 29,167     | 10,3              | 267     |
| Spútnik 3              | 8А91     | 2      | 31         | 10,3              | 269,3   |
| Vostok                 | 8К72К    | 3      | 38,246     | 10,3              | 287     |
| Vostok-2               | 8А92     | 3      | 38,246     | 10,3              | 287     |
| Vostok-2М              | 8А92М    | 3      | 38,246     | 10,3              | 287     |
| Vosjod                 | 11К57    | 3      | 44,628     | 10,3              | 298,4   |
| Lunik                  | 8К72     | 3      | 33,5       | 10,3              | 279     |
| Molniya                | 8К78     | 4      | 43,44      | 10,3              | 305     |
| Molniya-М              | 8К78М    | 4      | 43,44      | 10,3              | 305     |
| Polet                  | 11К59    | 2      | 30         | 10,3              | 277     |
| Soiuz                  | 11А511   | 3      | 50,67      | 10,3              | 308     |
| Soiuz 2 (Soiuz ST/2.1) | 14А14    | 3      | 50,67      | 10,3              | 311     |
| Soiuz 2+Ikar           | 14А14    | 3      | 45,783     | 10,3              | 311     |
| Soiuz 2+Fregat         | 14А14    | 4      | 45,783     | 10,3              | 311     |
| Soiuz-L                | 11А511L  | 3      | 44         | 10,3              | 305     |
| Soiuz-М                | 11А511М  | 3      | 50,67      | 10,3              | 310     |
| Soiuz-U                | 11А511U  | 3      | 51,1       | 10,3              | 313     |
| Soiuz-U                | 11А511U  | 4      | 47,285     | 10,3              | 308     |
| Soiuz-U+Fregat         | 11А511U  | 4      | 46,645     | 10,3              | 308     |
| Soiuz-U                | 11А511U2 | 3      | 51,1       | 10,3              | 313     |
| Soiuz-FG               | 11А511FG | 3      | 49,476     | 10,3              | 305     |
| Soiuz-FG+Fregat        | 11А511FG | 4      | 42,463     | 10,3              | 305     |